# Letonice
Letonice település Csehországban, Vyškovi járásban. Letonice Bučovice, Bohaté Málkovice, Dražovice, Němčany, Lysovice, Kučerov és Křižanovice településekkel határos. Lakosainak száma 1382 fő (2024. január 1.).

## Népesség
A település lakosságának változását az alábbi diagram mutatja:
| Lakosok száma | 739  | 945  | 1118 | 1354 | 1345 | 1346 | 1383 | 1396 | 1313 | 1382 |
|               | 1869 | 1900 | 1921 | 1961 | 1980 | 2011 | 2016 | 2019 | 2021 | 2024 |